# 영둥이
켄지(2000년 3월 5일 ~ )는 대한민국의 가수, 유튜버다. 2021년 싱글 앨범 [성공을 예감]으로 데뷔했다. 2023년 활동명을 '영둥이'에서 'Kenzi'로 변경했다

## 방송
- 더 아이돌 밴드 (2022) - 준우승

## 피처링
- $aint <So what!> (2021)
- 히읗 <캠프파이어> (2022)
- 키미 <Cake Love> (2022)